# Ewa Borkowska-Bagieńska
Ewa Borkowska-Bagieńska (ur. 1943) – polska prawniczka, doktor habilitowana nauk prawnych, specjalizuje się w historii prawa sądowego, profesor nadzwyczajny Uniwersytetu im. Adama Mickiewicza w Poznaniu, dziekan Wydziału Prawa i Administracji UAM w latach 1993−1996.

## Życiorys
Pracę na Wydziale Prawa i Administracji Uniwersytetu im. Adama Mickiewicza w Poznaniu podjęła w 1965 roku, gdzie doszła do stanowiska profesora nadzwyczajnego w Katedrze Prawa Rzymskiego i Historii Prawa Sądowego. W strukturze wydziału pełniła funkcję prodziekana, dziekana (1993−1996), a także kierownika Katedry Prawa Rzymskiego i Historii Prawa Sądowego; kierownictwo katedry przejął po niej Wojciech Dajczak. Przez cztery kadencje zasiadała w Senacie UAM. Pracowała także w Katedrze Prawa Wydziału Finansów i Bankowości Wyższej Szkoły Bankowej w Poznaniu.
Odbyła staże naukowe na wydziałach prawa Uniwersytetu Warszawskiego i Uniwersytetu Jagiellońskiego, University of Toledo, University of Iowa (finansowane przez American Bar Association) oraz Whittier Law School (Los Angeles) połączone z wykładami. Wykładała również na Uniwersytecie w Rennes (Francja), Uniwersytecie w Aberysthwyth (Anglia) oraz Uniwersytecie w Leuwen (Belgia).
W latach 1998–2002 była radną sejmiku województwa wielkopolskiego z ramienia Unii Wolności; w następnych wyborach nie ubiegała się o reelekcję.
Członkini Towarzystwa Badań nad Oświeceniem oraz Poznańskiego Towarzystwa Przyjaciół Nauk, gdzie pełniła funkcję zastępcy sekretarza generalnego. Wyróżniona nagrodami Ministra Nauki i Szkolnictwa Wyższego za doktorat i habilitację, odznaczona Brązowym Krzyżem Zasługi.

## Wybrane publikacje
- Cechowe prawo gospodarcze w miastach Wielkopolski w XVII wieku, wyd. 1977
- „Zbiór praw sądowych” Andrzeja Zamoyskiego, wyd. 1986
- Historia prawa – historia kultury. Liber memorialis Vitoldo Maisel dedicatus (współredaktorka wraz z Henrykiem Olszewskim), wyd. 1994, ISBN 83-86254-03-3
- Historia prawa sądowego. Zarys wykładu (wraz z  B. Lesińskim), wyd. 1995, ISBN 83-902631-1-4
- Edward Taylor – czy wartości niedoceniane?, wyd. 2004, ISBN 83-7177-394-3
- Historia prawa sądowego, wyd. 2006, ISBN 83-7334-590-6
- Reformy rolne w Polsce międzywojennej i powojennej. Prawo, realizacja, skutki, problemy reprywatyzacyjne (wraz z W. Szafrańskim), wyd. 2008, ISBN 978-83-232-1915-6
- O kulturze prawnej czasów stanisławowskich, wyd. 2009, ISBN 978-83-7177-706-6
- ponadto rozdziały w pracach zbiorowych i artykuły w czasopismach prawniczych, m.in. w „Ruchu Prawniczym, Ekonomicznym i Socjologicznym” oraz „Czasopiśmie Prawno-Historycznym”[3]